# Jan Santeuil
Jan Santeuil (org. franc. Jean Santeuil) – nieukończona powieść Marcela Prousta, pisana pomiędzy 1895 a 1901 rokiem podczas pobytu autora w Beg–Meil w Bretanii. Zawiera szereg motywów i postaci, które zostały potem wykorzystane i rozwinięte w wielkim cyklu powieściowym Prousta – W poszukiwaniu straconego czasu. Tematem utworu jest życie tytułowego bohatera, jego podróże i romanse.

## Publikacja utworu
Utwór nie został opublikowany ani poprawiony za życia autora, przetrwał jedynie w formie nieuporządkowanego rękopisu. Rękopis ten został odnaleziony przez Bernarda de Fallois – docenta nauk humanistycznych, piszącego pracę doktorską o Prouście – pośród licznych luźnych podartych arkuszy, przekazanych mu do przejrzenia przez Suzy Mante-Proust – bratanicę Prousta. Fallois uporządkował notatki i, nadając tekstowi ciągłość narracyjną, złożył z nich powieść, którą następnie opublikował w 1952 r. W 1971 r. Pierre Clarac opublikował edycję krytyczną powieści. W wydaniu tym zrezygnowano z zespalania powieści, ma ona formę rozczłonkowanych fragmentów.
W Polsce po raz pierwszy fragmenty Jana Santeuil opublikowano w przekładzie Anny Iwaszkiewiczowej w 1958 r. w "Twórczości" (nr 7). Fragmenty te poprzedzała krótka przedmowa tłumaczki. Całość utworu wydano po polsku w 1969 r. Autorem przekładu był Paweł Hertz.

## Treść utworu
Jan Santeuil jest poprzedzony wstępem, w którym Proust twierdzi, że tekst utworu został znaleziony w domu zmarłego pisarza, określonego jako C. Wstęp ten odwołuje się do częstego w literaturze chwytu "rękopisu znalezionego", który ma służyć stworzenia dystansu pomiędzy autorem a jego dziełem. w rzeczywistości Jan Sentuil został faktycznie napisany przez Prousta, a nieistniejący pisarz C. posiada wiele z jego cech (m.in. uwielbienie do tych samych postaci literackich i zwyczaj krytykowania własnej twórczości zanim uczyni to ktokolwiek inny).
- Część pierwsza – opowiada o dzieciństwie i licealnych czasach Janka. Jan jest uczniem słabym, choć niezwykle oczytanym. W pisanych przez siebie wypracowaniach ma zwyczaj wyrażać gorącą miłość do znajomej dziewczynki, Marii de Benardaky, z którą spotyka się na Polach Elizejskich.
- Część druga – zarysowuje pobyt Jana w miejscowości Étreuilles, gdzie mieszka jego cioteczna babka. Zawiera liczne poetyckie obserwacje dotyczące otoczenia.
- Część trzecia – zawiera opowieść o kolejnych szkolnych przeżyciach Jana, w tym portret niezwykle sympatycznego nauczyciela filozofii, pana Beulier. Poza życiem szkolnym bohater prowadzi też życie towarzyskie w środowisku arystokracji, do którego zostaje wprowadzony przez swojego kolegę, syna diuka, Henryka de Réveillon oraz przez swoją ciotkę, panią Desroches.
- Część czwarta – Janek odbywa kilka podróży do Réveillon i w Szampanii.
- Część piąta – opowiada głównie o sprawie Dreyfusa, główne postacie afery pojawiają się na kartach powieści, m.in. podczas sceny rewizji procesu Dreyfusa w Trybunale Kasacyjnym. Bohater wyraźnie sympatyzuje z Dreyfusem.
- Część szósta – opowiada o pobycie Jana w Begmel w Bretanii.
- Część siódma – zawiera liczne opisy życia wojskowego oraz portret poetki, wicehrabiny Kasprowej de Réveillon.
- Część ósma – Jan odnajduje swoją ukochaną z dzieciństwa, Marię Kossichef, jednak przekonuje się, że jego miłość została przygaszona przez czas i dawne uczucia nie mają już dla niego żadnego znaczenia.
- Część dziewiąta – poświęcona jest licznym miłostkom Jana (zwłaszcza z panią S.).
- Część dziesiąta – zawiera opis starości rodziców głównego bohatera. Jego ojciec zasypia snem bliskim śmierci, co naprowadza Jana i jego matkę na refleksje na temat umierania i czasu. Powieść kończy się tymi refleksjami.

## Związki zW Poszukiwaniu straconego czasu
Powieść uznawana jest za pierwowzór Poszukiwania.... Zawiera liczne wątki, które pisarz rozwinie potem w swoim cyklu powieściowym.
Powieści te łączy m.in.:
- Podobnie jak Poszukiwanie, Jan Santeuil rozpoczyna się od opisu najważniejszego rytuału dzieciństwa głównego bohatera – pocałunku matki na dobranoc. Bohaterowie obu powieści panicznie boją się okoliczności, które mogłyby przeszkodzić temu pocałunkowi, np. przyjścia gości.
- Obie powieści zawierają poetycki opis kwiatów głogu.
- W obu utworach bohaterowie w dzieciństwie byli zakochani w dziewczynkach, które poznali na Polach Elizejskich.
- Motyw sprawy Dreyfusa pojawia się w każdej z powieści, w Janie... bezpośrednio, w Poszukiwaniu... w rozmowach bohaterów.
- Powtarza się motyw latarni, rzucającej na ścianę cienie, ilustrujące historię Genowefy Brabanckiej.
- Członkowie rodziny głównych bohaterów są w obu utworach podobni[5].

## Pomyłki i niekonsekwencje
Ponieważ Proust nie poprawił nigdy rękopisu Jana Santeuil, w powieści zdarzają się liczne niekonsekwencje i pomyłki, dotyczące bohaterów lub akcji. Są to m.in.:
- W części siódmej miejsce akcji raz określone jest jako Provins, innym razem jako Orlean.
- Fragment rozdziału siódmego pojawia się ponownie w części dziesiątej.
- Dom rodzinny głównego bohatera raz umiejscowiony jest w Saint-Germain, a następnie w Auteuil.
- W rozdziale ósmym pewna kobieta jest określana kolejno jako: żona posła Serbii, żona posła Portugalii i żona posła Rumunii.
- Bergotte bywa określany jako słynny malarz, rzeźbiarz lub pisarz.
- Jan bywa występuje jako przyszły malarz lub przyszły pisarz.
- W części dziewiątej Henryk Loisel w pewnym momencie zostaje opisany jako "panna Loisel"[6].